# Kaćevo
Kaćevo (Servisch cyrillisch Каћево) is een plaats in de Servische gemeente Prijepolje. De plaats telt 55 inwoners (2002).